# Bacouel-sur-Selle
Bacouel-sur-Selle és un municipi francès situat al departament del Somme i a la regió dels Alts de França. L'any 2007 tenia 516 habitants.

## Demografia

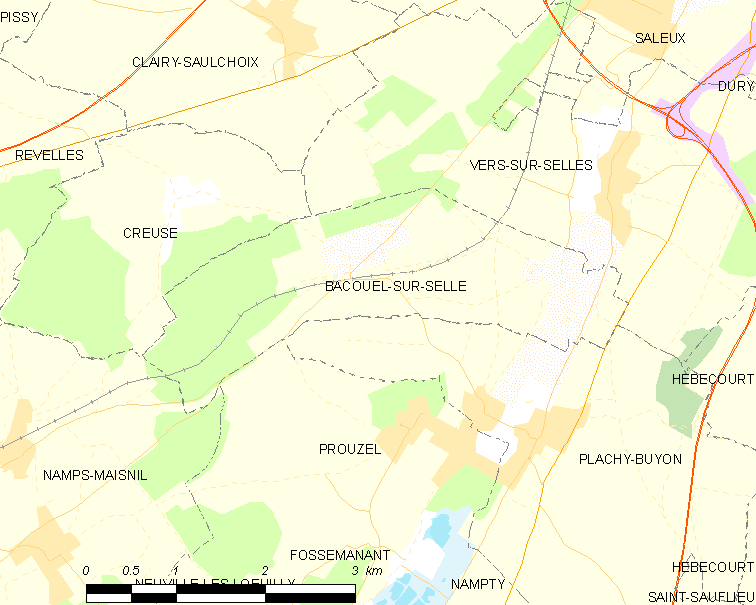
mapa del municipi

### Població
El 2007 la població de fet de Bacouel-sur-Selle era de 516 persones. Hi havia 174 famílies de les quals 28 eren unipersonals (4 homes vivint sols i 24 dones vivint soles), 47 parelles sense fills, 75 parelles amb fills i 24 famílies monoparentals amb fills.
La població ha evolucionat segons el següent gràfic:
Habitants censats

### Habitatges
El 2007 hi havia 177 habitatges, 173 eren l'habitatge principal de la família, 2 eren segones residències i 2 estaven desocupats. 176 eren cases i 1 era un apartament. Dels 173 habitatges principals, 158 estaven ocupats pels seus propietaris, 10 estaven llogats i ocupats pels llogaters i 5 estaven cedits a títol gratuït; 13 tenien tres cambres, 26 en tenien quatre i 134 en tenien cinc o més. 143 habitatges disposaven pel capbaix d'una plaça de pàrquing. A 54 habitatges hi havia un automòbil i a 110 n'hi havia dos o més.

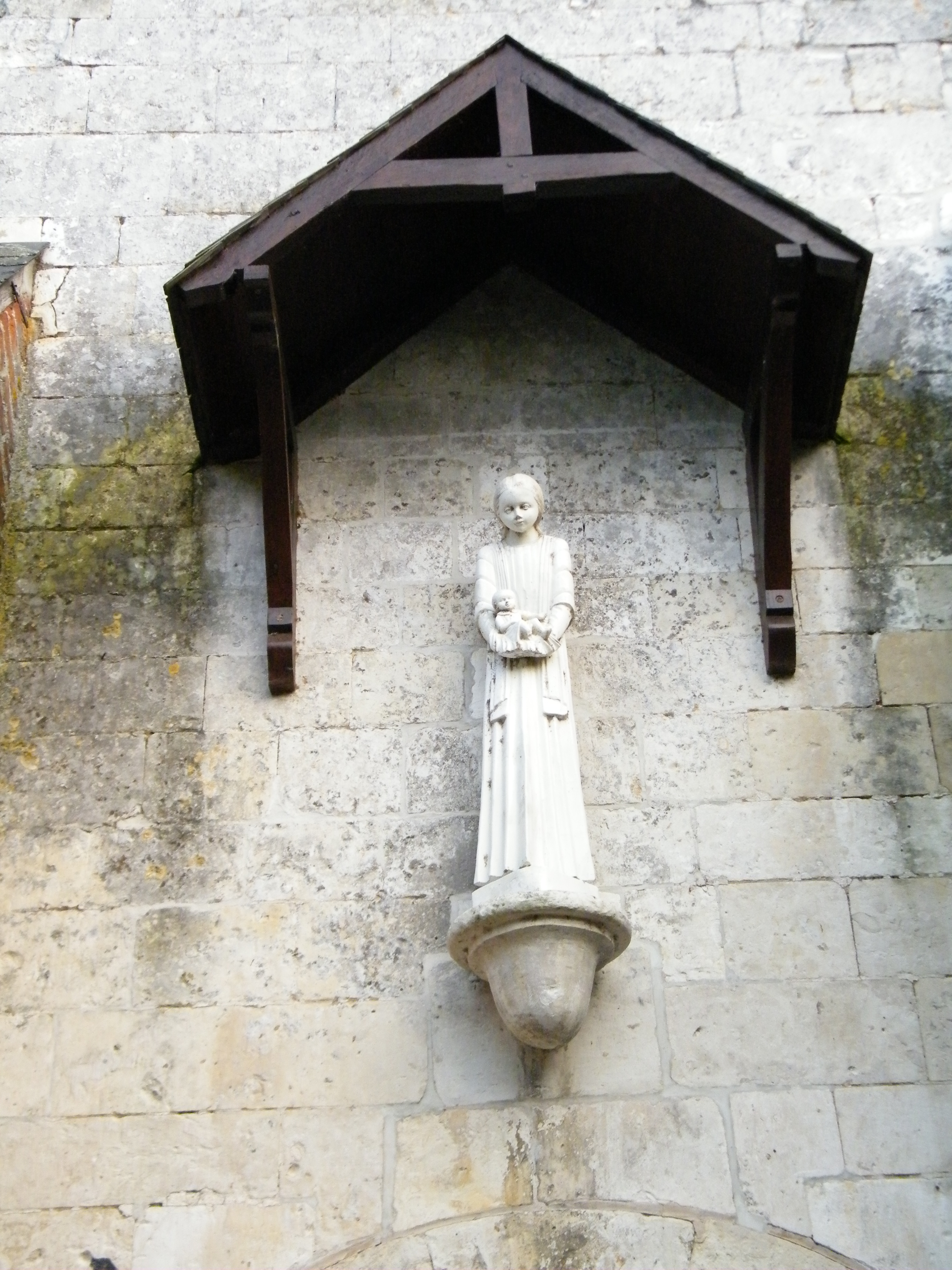

### Piràmide de població
La piràmide de població per edats i sexe el 2009 era:
| Homes | Edats   | Dones |
| ----- | ------- | ----- |
| 0     | 95 o +  | 0     |
| 0     | 90 a 94 | 8     |
| 0     | 85 a 89 | 8     |
| 4     | 80 a 84 | 4     |
| 0     | 75 a 79 | 8     |
| 4     | 70 a 74 | 4     |
| 8     | 65 a 69 | 16    |
| 12    | 60 a 64 | 8     |
| 20    | 55 a 59 | 20    |
| 24    | 50 a 54 | 24    |
| 28    | 45 a 49 | 28    |
| 12    | 40 a 44 | 24    |
| 12    | 35 a 39 | 12    |
| 32    | 30 a 34 | 44    |
| 12    | 25 a 29 | 12    |
| 4     | 20 a 24 | 16    |
| 12    | 15 a 19 | 16    |
| 4     | 10 a 14 | 12    |
| 24    | 5 a 9   | 36    |
| 20    | 0 a 4   | 12    |

## Economia
El 2007 la població en edat de treballar era de 368 persones, 239 eren actives i 129 eren inactives. De les 239 persones actives 222 estaven ocupades (116 homes i 106 dones) i 17 estaven aturades (6 homes i 11 dones). De les 129 persones inactives 26 estaven jubilades, 51 estaven estudiant i 52 estaven classificades com a «altres inactius».

### Ingressos
El 2009 a Bacouel-sur-Selle hi havia 175 unitats fiscals que integraven 477 persones, la mediana anual d'ingressos fiscals per persona era de 23.298 €.

### Activitats econòmiques
Dels 18 establiments que hi havia el 2007, 1 era d'una empresa extractiva, 1 d'una empresa de fabricació de material elèctric, 2 d'empreses de fabricació d'altres productes industrials, 3 d'empreses de construcció, 4 d'empreses de comerç i reparació d'automòbils, 2 d'empreses d'hostatgeria i restauració, 1 d'una empresa financera, 1 d'una empresa de serveis, 2 d'entitats de l'administració pública i 1 d'una empresa classificada com a «altres activitats de serveis».
Dels 6 establiments de servei als particulars que hi havia el 2009, 1 era un taller de reparació d'automòbils i de material agrícola, 1 paleta, 2 electricistes i 2 restaurants.
L'únic establiment comercial que hi havia el 2009 era una botiga de material esportiu.
L'any 2000 a Bacouel-sur-Selle hi havia 5 explotacions agrícoles.

## Equipaments sanitaris i escolars
El 2009 hi havia 1 escola maternal i 1 escola elemental integrada dins d'un grup escolar amb les comunes properes formant una escola dispersa.

## Poblacions més properes
El següent diagrama mostra les poblacions més properes.